# Kunstkamera
Kunstkamera (rusky Кунсткамера, německy Kunstkammer) je první ruské muzeum, založené carem Petrem I. Velikým v 10. letech 18. století. Budova byla postavena v letech 1718-1734 na Univerzitním nábřeží v Petrohradě podle projektu Georga Johanna Mattarnoviho v barokním slohu. Na vrcholu věže se nachází armilární sféra. Od roku 1878 slouží jako antropologické a etnografické muzeum pod správou Ruské akademie věd. Expozice je rozdělená do několika částí: Indie, Afrika, Čína, Japonsko, Blízký východ a Severní Amerika. Ve sbírkách muzea je okolo dvou milionů exponátů. Jedna hala je také věnovaná výstavě deformovaných embryí, dětí a zvířat.